# Rijksdag van Worms (1521)

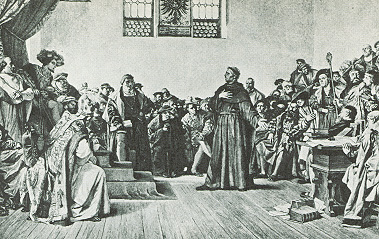
De rijksdag van Worms.

De Rijksdag van Worms was een rijksdag (bijeenkomst) van de staten van 28 januari tot en met 25 mei 1521, bijeengeroepen en voorgezeten door keizer Karel V in het Bischofshof in de Duitse stad Worms.
Tijdens deze rijksdag werden verschillende onderwerpen behandeld, maar het onderwerp waardoor de bijeenkomst vooral van blijvend belang is, was de discussie over de stellingen van Maarten Luther, die hij ter plekke verdedigde. De woorden "Hier sta ik, ik kan niet anders", zijn niet historisch, maar geven wel goed de teneur van Luthers toespraak weer. Luther was toen al in de kerkelijke ban gedaan. Hij was gedagvaard omdat de keizer aarzelde die ban te bekrachtigen en Luther te arresteren en te executeren (zie De grote schoenen van Luther).
Omdat hij zijn stellingen niet introk, vaardigde Karel V direct na de rijksdag het Edict van Worms uit, waarmee Luther in de rijksban werd gedaan en vogelvrij werd verklaard. Ook werd er bevolen zijn boeken en geschriften te verbranden. Luther was tevoren echter al in veiligheid gebracht door keurvorst Frederik III van Saksen, waardoor de rijksban niet nageleefd kon worden. Ook waren Luthers geschriften al zo wijdverbreid, dat het onmogelijk bleek zijn gedachtegoed uit te bannen.
Naast deze religieuze beslissing werd op de Rijksdag van Worms ook de oorlog aan het Franse rijk van Frans I verklaard, alsmede het overlaten van de Habsburgse erflanden van Karel V aan zijn broer Ferdinand van Habsburg.